# Toshitsugu Takamatsu
Toshitsugu Takamatsu (japanska Takamatsu Toshitsugu 高松寿嗣) 1889-1972, japansk stridskonstmästare som i efterhand har kallats för "den siste riktige ninjan". Han var sōke (宗家, jap. "familjeöverhuvud") för ett flertal japanska stridskonst- och ninjutsu-skolor, bl Gyokko Ryū (玉虎流), Kotō Ryū (虎倒流) och Togakure Ryū (戸隠流), och lämnade över dessa och ett flertal andra skolor till sin elev Masaaki Hatsumi (jap. Hatsumi Masaaki 初見良昭).

## Biografi
Takamatsu Toshitsugu föddes 1889 i den lilla japanska staden Akashi. Som ungt barn visade han inga tecken på att en dag bli en berömd utövare av stridskonst, utan var svag och grät ofta, vilket gav honom smeknamnet ”Lipsillen”. Hans fader, som var av samurajsläkt, var självklart inte nöjd med en sådan situation och skickade nioårige Takamatsu till sin svärfar, Toda Shinryūken Masamitsu. Toda hade en dōjō i den närliggande staden Kōbe, där han lärde ut stridskonst ur flera skolor över vilka han var sōke. Lille Takamatsu gick motvilligt dit varje kväll och kom hem full av blåmärken efter den hårda träningen.
Efter ett år av att bara ha blivit kastad åt alla håll av den nästan 80 år gamla Toda, fick Takamatsu äntligen lära sig sina första tekniker. När han i skolan sedan blev tvingad att delta i en sumotävling lyckades han vinna alla sina matcher, och efter det vågade ingen längre kalla honom för ”Lipsillen”.
Utanför Todas dōjō hängde en skylt där det stod ”Shinden Fudō Ryū Taijutsu”, men det var inte den enda stridskonstskolan Takamatsu lärde sig där. Toda var en mästare i flera ninjutsu-skolor, och snart lärde han sitt barnbarn även Koto Ryū och Togakure Ryū. Bland annat fick den unge pojken härda sina fingrar och tår genom att slå i grus, och som en del av ninjutsu-träning springa uppför lutande plankor – för att senare göra samma sak med väggar eller träd.
Under sin ungdom fick Takamatsu flera gånger användning av sina färdigheter. Ett exempel är när han som 13-åring övermannade och jagade iväg ett gäng på sextio ligister, något som omnämndes med stora rubriker i Kōbes dagstidning följande morgon.
Snart korsade Takamatsu vägar med Mizutani Yoshitarō Tadafusa, som då var Sōke i Takagi Yoshin Ryū, och började även träna hos honom. Eftersom han redan hade fått menkyo kaiden (jap. 免許皆伝, "högsta licens") i Shinden Fudō Ryū av Toda, tog det bara knappt ett år innan han fick lära sig hemliga principer och tekniker av Mizutani. Det var redan då tydligt att Takamatsu hade en naturlig fallenhet för stridskonst, så det var inte konstigt att han lärde sig i en till synes snabb fart.
En dag när Takamatsu gick till Todas dōjō var två elever från Musashi Ryū på besök och ville pröva sina tekniker. Efter att en av Todas elever förlorat mot en av dem, gick 15-årige Takamatsu upp och vann enkelt. Sedan fick han möta den andre, men den matchen blev längre och mycket svårare. Motståndaren var dubbelt så gammal som Takamatsu, och lyckades efter en halvtimme få in en knapp seger genom att slå Takamatsu på örat precis när han var på väg att bli kastad. Takamatsu fick en permanent öronskada av det, men hans motståndare, som kallades Kishin (Demon-ande), spådde en ljus framtid för honom: ”Om han är så skicklig vid 15 års ålder, måste han verkligen vara begåvad. Han kommer säkerligen bli en mästare...”
Två år senare började Takamatsu träna med Ishitani Matsutarō, som hade fått anställning som vakt i Takamatsus faders tändsticksfabrik. Ishitani var Sōke i Kukishinden Ryū och Gikan Ryū, två stridskonstskolor som den unge Takamatsu ärvde efter honom och blev nästa Sōke i. Inte långt innan Ishitanis död hade även Toda gått bort, och gjort Takamatsu till Sōke i sina sex skolor, bland annat Togakure Ryū och Gyokko Ryū.
Att förlora sina två mästare på så kort tid tog hårt på den unge Takamatsu. Utan någon lärare att vägleda honom beslutade han vid 21 års ålder att bege sig på vad som kan bäst jämföras med de gamla samurajernas pilgrimsfärd – musha shugyō – där man vandrade landet och tränade på sina färdigheter. Takamatsu tog sig till bergen i Kōbe och levde ensam där i ett år, samtidigt som han slipade på sin ninjutsu och lärde sig mer och mer om naturen.
När han återvändande till civilisationen var det dags att ta värvning i militären – men till hans fars stora besvikelse blev han underkänd på den medicinska kontrollen: öronskadan från duellen mot Musashi Ryū hade lett till en kraftigt försämrad hörsel. Så utan varken jobb eller pengar fanns det inte mycket som höll honom kvar i Kōbe – eller Japan. Han fortsatte sin Musha Shugyō och reste till ett stort land bortom havet – Kina.
Tiden i Kina var turbulent och farofylld. Han tjänade pengar på att lära ut sin stridskonst men använde den också i skarpa situationer med livet på spel. Han slogs mot banditer och var med om många dueller – vissa med dödlig utgång för motståndet. Vid ett tillfälle blev han faktiskt anklagad för mord efter att ha slagits mot ett kriminellt gäng på ett hustak. Banditerna hade varit beväpnade med svärd medan Takamatsu fått klara sig med sin Taijutsu. Resultatet blev att flera av hans motståndare hade ”fallit” ner på marken, men eftersom Takamatsu enligt flera vittnesmål endast agerat i självförsvar blev han snabbt friad från alla anklagelser om mord.
Efter knappt två år i Kina återvände han tillfälligt till Japan på grund av en akut försämrad hälsa. Sjuk och svag drog han sig ännu en gång till bergen. Han observerade hur munkar bad under vattenfall och gjorde själv detsamma i hopp om att bli frisk. En mystisk gammal man, som sägs ha hetat Tamaoki, såg honom och undrade varför han bad. Då han fick veta att Takamatsu var sjuk ställde han en diagnos direkt – Takamatsu hade binnikemask – och efter att ha format en kuji-in position med händerna slog han honom i magen. Efter ett tag var Takamatsu som ny igen, och började återigen träna hårt. Det var under den här tiden han verkligen förstod att ninjutsu handlade först och främst om överlevnad, och att allting egentligen grundades på att lära sig naturens lagar.
Tillbaka i Kina fortsatte han sin hårda livsstil. Han fick smeknamnet ”Den Mongoliska Tigern” och var med om många dueller och strider, utan förluster. En av de många med dödlig utgång var mot en pistolbeväpnad ridande kinesisk soldat. När denne riktade sitt vapen för att skjuta gjorde Takamatsu en rullning på marken, plockade upp sitt svärd, hoppade och högg huvudet av soldaten. Vid ett annat tillfälle blev Takamatsu plötsligt anfallen av ett flertal banditer. Hans kände att hans liv var i fara och slogs vilt för att överleva. Till slut flydde alla förutom en, som låg i smärtor på marken med händerna för ansiktet. Takamatsu berättade senare hur han inte kom ihåg vad han hade gjort, men i sin hand kände något varmt och blött – mannens öga.
Några år senare återvände han permanent till Japan och gifte sig. Med en smärre förmögenhet som han fått ihop i Kina började han spekulera på börsen. Det visade sig dock bli ett misslyckande, och han förlorade alla sina pengar. Han rakade då av sig håret och tog sig till ett Buddhistkloster där hans vän var präst och stannade där i tre år för träning.
Takamatsus rykte som mästare på stridskonst spreds under tiden, och han inledde snart ett väldigt komplicerat förhållande med Kuki-familjen, för vilka han bland annat återskapade gamla Kukishin Ryū-skrifter. Under de kommande åren var Takamatsu väldigt involverad i de olika aspekterna av just Kukishin Ryū, och det var också då han fick en del av sina mest kända elever, bland annat Kimura Masaji och Akimoto Fumio. För sina elever hade han bara tre strikta regler att följa – de fick inte röka, dricka alkohol eller duellera med elever från andra skolor.
Flera år senare träffade han en ung man som ville lära sig riktig stridskonst, Hatsumi Yoshiaki (senare Masaaki) – mannen som skulle bli hans efterföljande Sōke i nio skolor. När Takamatsu hade lärt Hatsumi allt han kunde, sade han att han äntligen hade återgäldat sina egna lärare: Toda; Ishitani; och Mizuta.
Takamatsu Toshitsugu dog 1972, men efterlämnade otaliga skrifter och minnen åt Hatsumi, som snart formade Bujinkan – Den Gudomlige Krigarens Hus – och än idag för vidare Takamatsus lära.